# Маркус Паульссон
Маркус Паульссон (швед. Marcus Paulsson; 10 січня 1984, Карлскруна, Швеція) — шведський хокеїст, нападник. Виступає за клуб Давос (НЛА).

## Кар'єра
Маркус почав свою кар'єру хокеїста у клубі «Меррумс» ІК, дебютувавши у другому за значенням дивізіоні чемпіонату Швеції в сезоні 2001/02 років. У драфті НХЛ 2002 року, був обраний «Нью-Йорк Айлендерс» в п'ятому раунді під 149-им номером. Два сезони відіграв за «Саскатун Блейдс» (ЗХЛ). У сезоні 2004/05 років виступав за «Мальме Редгокс», у регулярному сезоні провів 42 гри та закинув лише одну шайбу. Сезон 2005/06 років Паульссон провів у фінській СМ-Лізі, де виступав за клуби «Пеліканс» (Лахті) та ТПС. Унаступному сезоні повернувся до клубу «Мальме Редгокс», з яким залишив елітний дивізіон Швеції. У складі «Редгокс» він провів два сезони, а у січні 2009 року перейшов до клубу «Фер'єстад» БК, з яким він став чемпіоном Швеції в сезоні 2008/09. У сезоні 2010/11 Маркус вдруге у складі «Фер'єстад» БК став чемпіоном Швеції. 
У квітні 2013 Паульссон укладає контракт із ХК «Давос». За ХК «Давос» грає і на популярному Кубку Шпенглера — в активі три матчі та одна закинута шайба.

## Кар'єра (збірна)
У складі молодіжної збірної Швеції брав участь у чемпіонаті світу серед молодіжних команд 2003 року, зіграв шість матчів, закинув три шайби. У складі національної збірної провів 15 матчів, більшу частину на Єврохокейтурі.

## Нагороди та досягнення
- 2009 чемпіон Швеції у складі «Фер'єстад» БК
- 2011 чемпіон Швеції у складі «Фер'єстад» БК
- 2015 Чемпіон Швейцарії у складі ХК «Давос».